# د امبنگتونز، کمبریج‌شر
د امبنگتونز (به انگلیسی: The Abingtons) یک روستا در بریتانیا است که در کمبریج‌شر واقع شده‌است. د امبنگتونز ۱٬۳۸۳ نفر جمعیت دارد.